# Jane King
Jane King' (Castries, 1952) es una poetisa de Santa Lucía. Tuvo una infancia itinerante, pues durante sus primeros años su familia vivió en Trinidad y Tobago, Barbados, y Escocia. En su país natal recibió una beca para estudiar en la Universidad de Edimburgo. Desde 1976 es profesora universitaria en Castries.
King ha publicado dos libros de poesía: Into the Centre (1993) y Fellow Traveller (1994, ganador del Commonwealth Writers Prize y del James Rodway Memorial Prize). Sus poemas se caracterizan por el humor irónico con el que se dirigen al narrador de piel clara en una sociedad consciente de la raza, así como por tratar la cuestión del papel de la imaginación creativa en las sociedades del Caribe.
También es actriz y directora de teatro. Es cofundadora del St Lucia's Lighthouse Theatre.
Está casada con el también poeta Kendel Hippolyte.
- Datos: Q6152452